# Teoria della decisione
La teoria della decisione (o teoria della stima da non confondere con teoria della scelta razionale o con la simile teoria delle decisioni) è lo studio matematico-statistico del modo di scegliere fra varie alternative possibili. La teoria della decisione può essere divisa in due rami: la teoria della decisione normativa che analizza le conseguenze di una scelta o che determina le decisioni ottimali tenendo conto di ipotesi e restrizioni, e la teoria della decisione descrittiva che analizza il motivo per cui gli agenti prendono una decisione piuttosto che un'altra.
La teoria della decisione è strettamente legata alla teoria dei giochi ed è considerato uno studio interdisciplinare che coinvolge economisti, statistici, psicologi, biologi, studiosi di scienze politiche, filosofi e informatici.
Applicazioni empiriche di questa teoria sono generalmente operate grazie a metodi statistici ed econometrici.

## Teoria normativa e descrittiva
La teoria normativa della decisione si occupa di identificare come le decisioni dovrebbero essere prese. In altre parole, vuole individuare quali sarebbero le decisioni ottimali, determinate considerando un decisore ideale pienamente razionale in grado di calcolare con perfetta precisione. Le applicazioni pratiche di questo approccio predittivo viene chiamato "analisi decisionale" e mira a produrre metodi e software (decision support systems) che aiutino a prendere migliori decisioni.
D'altra parte, la teoria della decisione descrittiva (o positiva) vuole analizzare i comportamenti e le scelte osservate empiricamente, sotto l'ipotesi che l'agente decisionale agisce sotto un insieme di regole consistenti. Queste regole, ad esempio, hanno un quadro procedurale oppure assiomatico che riconcilia la teoria dell'utilità estesa con violazioni comportamentali dell'ipotesi di utilità attesa, o che può dare esplicitamente una forma funzionale all'incoerenza temporale delle funzioni di utilità.
Le prescrizioni, o previsioni, sul comportamento che la teoria della decisione positiva produce, permettono ulteriori sperimentazioni del tipo di decisione che si verifica nella pratica. All'inizio del XXI secolo, vi è stato un crescente interesse per quella che a volte viene chiamata "teoria delle decisioni comportamentali" (behavioral decision theory) e che contribuisce ad una rivalutazione di ciò che il processo decisionale "utile" necessita.

## Tipi di decisioni

### Scelta in condizioni di incertezza
Lo spettro delle scelte in condizioni di incertezza rappresenta il cuore della teoria della decisione. Il concetto di valore atteso è noto dal XVII secolo (Blaise Pascal lo invocò nella sua famosa scommessa, contenuta nella sua Pensées e pubblicata nel 1670); di fronte a una serie di azioni, ognuna delle quali potrebbe dare origine a più di un risultato con diverse probabilità, la procedura razionale consiste nell'identificare tutti i possibili risultati, di determinare i loro valori (positivi o negativi) e le probabilità legate a ciascuna linea d'azione, e di moltiplicarli per dare un "valore atteso" o un'aspettativa media per un risultato. Finalmente, l'azione da preferire è quella che dà luogo al più alto valore atteso totale. Nel 1738, Daniel Bernoulli pubblicò un autorevole articolo dal titolo Esposizione di una nuova teoria sulla misurazione del rischio, in cui usa il paradosso di San Pietroburgo per dimostrare che la teoria del valore atteso deve essere normativamente sbagliata. Nella sua soluzione al paradosso, definisce una funzione di utilità e calcola l'utilità prevista piuttosto che il valore finanziario atteso.
Nel XX secolo, l'interesse per il tema venne riacceso dal saggio di Abraham Wald del 1939 dove viene sottolineato che le due procedure centrali della teoria statistica frequentista, cioè la verifica delle ipotesi e la stima dei parametri, sono casi particolari del generale problema decisionale. Il lavoro di Wald ha rinnovato e sintetizzato molti concetti della teoria statistica, tra cui le funzioni di perdita, le regole di decisione ammissibili, le distribuzioni a priori, la statistica bayesiana e le procedure minimax. L'espressione "teoria della decisione" venne usata nel 1950 da EL Lehmann.
Il revival della teoria della probabilità soggettiva, basata sui lavori di Frank Ramsey, Bruno de Finetti, Leonard Savage e altri, ha esteso la portata della teoria dell'utilità attesa a situazioni in cui è possibile utilizzare probabilità soggettive. All'epoca, la teoria dell'utilità attesa di von Neumann e di Morgenstern dimostrava che la massimizzazione dell'utilità attesa derivava dai postulati di base sul comportamento razionale.
I lavori di Maurice Allais e Daniel Ellsberg hanno dimostrato che il comportamento umano propone delle divergenze sistematiche e talvolta importanti dalla massimizzazione dell'utilità attesa. La teoria del prospetto di Daniel Kahneman e Amos Tversky ha quindi rinnovato lo studio empirico del comportamento economico, portando meno enfasi sui presupposti sulla razionalità. Kahneman e Tversky trovarono tre comportamenti che si ripropongono con regolarità: 1) nel processo decisionale umano empirico, "le perdite incombono più dei guadagni"; 2) le persone si concentrano maggiormente sui cambiamenti piuttosto di quanto non si concentrino sull'utilità assolute; 3) la stima della probabilità soggettive è fortemente distorta dall'effetto ancoraggio.

#### Formalizzazione di un problema di decisione in condizioni di incertezza
In un problema di decisione in condizioni di incertezza, si ha un soggetto, il decisore, che deve scegliere un elemento tra diversi di un insieme {\displaystyle \Delta }, detti decisioni. Dalla scelta di {\displaystyle \delta \in \Delta } deriva una conseguenza {\displaystyle \gamma _{\delta }(\omega )}. Notare che questa conseguenza non dipende soltanto da {\displaystyle \delta }, ma anche da una condizione non nota {\displaystyle \omega }, detta stato di natura; è tuttavia noto l'insieme dei suoi valori possibili {\displaystyle \Omega }.
Lo spazio delle conseguenze {\displaystyle \Gamma } varia al variare di {\displaystyle \delta } in {\displaystyle \Delta } e {\displaystyle \omega } in {\displaystyle \Omega }; questo non contiene necessariamente elementi numerici, ma si assume che tali elementi siano sempre confrontabili: dunque date due conseguenze qualsiasi {\displaystyle \gamma _{1}} e {\displaystyle \gamma _{2}} è sempre possibile stabilire quale è preferibile o se sono equivalenti.
A questo punto, è chiaro che l'obiettivo del decisore è scegliere la decisione che porta, secondo l'ordinamento di preferibilità stabilito, alla conseguenza migliore. Il problema fondamentale è che si deve minimizzare una funzione di due variabili {\displaystyle \delta } e {\displaystyle \omega } conoscendo soltanto i valori della prima.
Un esempio semplice di problema di decisione in condizioni di incertezza è il cosiddetto "problema dell'ombrello", in cui il decisore ha a disposizione le decisioni {\displaystyle \delta _{0}=} "non portare l'ombrello uscendo di casa" e {\displaystyle \delta _{1}=} "portarlo". Gli stati di natura sono {\displaystyle \omega _{0}=} "non piove" e {\displaystyle \omega _{1}=} "piove". Le conseguenze possono essere quattro: {\displaystyle \gamma _{0}(0)} è il caso più favorevole, {\displaystyle \gamma _{1}(0)} è il caso in cui si porta un peso inutile, {\displaystyle \gamma _{0}(1)} il caso in cui ci si bagna e {\displaystyle \gamma _{1}(1)} il caso in cui si è protetti dalla pioggia.
Dunque rispetto ai problemi di ottimizzazione deterministici, la scelta della variabile {\displaystyle \delta } non determina in modo univoco le conseguenze.

##### Probabilizzazione degli stati di natura
Se adottiamo un'impostazione soggettiva della probabilità, allora ne si può assegnare una a ogni evento incerto. Per farlo, si introduce uno spazio di probabilità {\displaystyle (\Omega ,{\mathcal {A}}_{\Omega },P)}, con {\displaystyle P} un'appropriata misura di probabilità e {\displaystyle {\mathcal {A}}_{\Omega }} una {\displaystyle \sigma }-algebra di {\displaystyle \Omega }. Questo non è necessariamente vero per un'impostazione oggettiva della probabilità: in tal caso si distinguono problemi in condizioni di "rischio", in cui la probabilizzazione avviene, e i problemi in condizioni di "incertezza", in cui ciò non avviene.

##### Formalizzazione del concetto di decisione
Formalmente, una decisione può essere identificata con l'applicazione {\displaystyle C_{\delta }\colon \Omega \rightarrow \Gamma }. Questa definizione è conforme sia all'impostazione di Wald, che permette di escludere l'uso di misure di probabilità su {\displaystyle \Omega }, sia a un'impostazione bayesiana, dove le {\displaystyle C_{\delta }} sono definite su uno spazio di probabilità: in quest'ultimo caso, fissata {\displaystyle C_{\delta }}, si ha che {\displaystyle P} induce una misura di probabilità su {\displaystyle \Gamma }, ossia è ben definita per ogni sottoinsieme misurabile {\displaystyle G\subset \Gamma } la quantità {\displaystyle Q_{\delta }(G)=P(\omega :C_{\delta }(\omega )\in G)}.
Dunque, ogni decisione è un oggetto aleatorio che assume valori in {\displaystyle \Gamma } con probabilità {\displaystyle Q_{\delta }(G)}.
Spesso, per semplificare la concettualizzazione quando si ha a che fare con conseguenze di tipo numerico, si indica con {\displaystyle W_{\delta }\colon \Omega \rightarrow \mathbb {R} } la funzione di perdita, e con {\displaystyle {\mathcal {W}}} l'insieme di tutte le funzioni di perdita in un dato problema.

### Scelta intertemporale
La scelta intertemporale riguarda il tipo di decisioni dove diverse azioni portano a risultati realizzati in momenti diversi. Ad esempio, se qualcuno riceve una vincita di migliaia di euro, può scegliere di spenderli immediatamente, traendone immediato vantaggio, oppure di investirla in una pensione, ottenendo una rendita in un qualche momento nel futuro. Qual è la scelta ottimale in questo caso? La risposta dipende in parte da fattori quali i tassi d'interesse attesi e l'inflazione, la speranza di vita della persona e la fiducia nel settore pensionistico. Tuttavia, anche tenendo conto di tutti questi fattori, il comportamento umano devia spesso molto dalle previsioni della teoria della decisione prescrittiva, conducendo a modelli alternativi in cui, per esempio, i tassi di interesse oggettivi sono sostituiti da tassi di sconto soggettivi.

### Decisioni complesse
Altre aree della teoria delle decisioni riguardano le decisioni che sono difficili semplicemente a causa della loro complessità o dei vincoli che l'organizzazione che deve produrle deve rispettare. Le decisioni possono subire vincoli in termini di risorse o per via della razionalità limitata (hanno un tempo o un'intelligenza finiti); in questi casi il problema da risolvere riguarda piuttosto la determinazione del comportamento ottimale in primo luogo, lasciando la valutazione della deviazione tra comportamento reale e ottimale in secondo piano. Le decisioni sono influenzate anche dal fatto che le opzioni siano valutate assieme o separatamente: la valutazione dell'una influenzando la valutazione dell'altra; questo è noto come distinction bias. 2011, Dwayne Rosenburgh ha mostrato come la teoria della decisione può essere applicata al campo della comunicazione wireless.

## Euristiche
L'euristica nel processo decisionale è considerata essere la capacità di prendere decisioni basate su un pensiero non formalmente giustificato o sull'abitudine. Sebbene più veloce dell'elaborazione dei motivi della scelta passo passo, il pensiero euristico è più incline all'errore. L'uso principale delle euristiche è quello di diminuire la quantità di pensiero valutativo che eseguiamo quando prendiamo decisioni semplici, basandole invece su regole inconsce e concentrandoci su alcuni aspetti della decisione, ignorando gli altri. Un esempio di un simile processo di ragionamento erroneo che sorge attraverso il pensiero euristico è l'errore del giocatore d'azzardo: ritiene che un evento casuale indipendente sia invece influenzato da precedenti eventi, che però sono anch'essi casuali. Ad esempio, se una moneta cade sul lato croce per un paio di tiri, conserva la stessa probabilità di cadere su ambo i lati al terzo tiro; sembra tuttavia intuitivamente più probabile che al terzo tiro debba cadere sul lato "testa". Questo accade perché, a causa del pensiero abitudinario o di routine, si trascura la probabilità e ci si concentra su una supposta causalità tra i risultati. Un altro esempio è la preferenza di alternative moderate a quelle estreme; l'Effetto Compromesso opera secondo che l'opzione più moderata porta il massimo beneficio. In uno scenario informativo incompleto, come nella maggior parte delle decisioni quotidiane, l'opzione moderata apparirà più accattivante di entrambe le estreme, indipendente dal contesto, basandosi unicamente sul fatto che essa ha caratteristiche che possono essere trovate ad entrambi gli estremi.